# (38604) 1999 YJ4
(38604) 1999 YJ4 est un astéroïde de la ceinture principale découvert en 1999.

## Description
(38604) 1999 YJ4 a été découvert le 27 décembre 1999 à l'observatoire Farpoint, à Eskridge, dans l'État américain du Kansas, par Gary Hug et Graham E. Bell.

### Caractéristiques orbitales
L'orbite de cet astéroïde est caractérisée par un demi-grand axe de 3,6 ua, un périhélie de 2,82 ua, une excentricité de 0,08 et une inclinaison de 10,83° par rapport à l'écliptique. Du fait de ces caractéristiques, à savoir un demi-grand axe compris entre 2 et 3,2 ua et un périhélie supérieur à 1,666 ua, il est classé, selon la JPL Small-Body Database, comme objet de la ceinture principale.

### Caractéristiques physiques
(38604) 1999 YJ4 a une magnitude absolue (H) de 13,7 et un albédo estimé à 0,035.